# Onocentaury
Onocentaury (także onocentaurowie; lm gr. Ονοκένταυροι Onokéntauroi, łac. Onocentauri, lp gr. Onokentauros, łac. Onocentaurus ‘osioł-centaur’) – pół ludzie, pół osły.
Były to fantastyczne istoty o mieszanej budowie. Górna część ich ciała (tułów, głowa, ręce) była podobna do ciała człowieka (tak jak centaurów), natomiast dolna miała kształt osła.